# 毛达如
毛达如（1934年4月27日—2016年1月7日），男，江苏常州人，中国植物营养与肥料学家，农业教育家。中国农业大学校长（1995年－1998年）。

## 生平
1934年生于江苏常州。1958年毕业于北京农业大学，师从彭克明教授。1950年代曾参加开垦东北的科学考察团。后留校从事教学和科研工作。历任植物营养系教授、博士生导师。农业部教育司司长，中国农业大学副校长、校长等职。1998年3月，第九届全国人大第一次会议上，他当选全国人民代表大会常务委员会委员、全国人大农业与农村委员会委员（1998年－2003年）。第十届全国人大代表（2003年－2008年）。
2016年1月7日凌晨4时30分在江苏常州逝世，享年82岁。

## 学会职务
北京市科协第三届委员会副主席，中国土壤学会第七至九届副理事长，中国植物营养与肥料学会第二至五届副理事长，北京土壤学会第四至六届理事长。

## 荣誉
1988年被国务院授予黄淮海平原农业开发优秀科技人员二级奖。